# Saldeana
Saldeana település Spanyolországban, Salamanca tartományban. Saldeana Cerralbo, Bermellar, Barruecopardo és Villasbuenas községekkel határos. Lakosainak száma 99 fő (2024).

## Népesség
A település népessége az elmúlt években az alábbi módon változott:
| Lakosok száma | 171  | 156  | 145  | 143  | 137  | 126  | 113  | 105  | 102  | 99   |
|               | 2001 | 2004 | 2007 | 2009 | 2012 | 2014 | 2017 | 2019 | 2022 | 2024 |